# Дражен Вуков-Цолич
Дражен Вуков-Цолич е хърватски дипломат. Посланик е в България в периода 2004-2008 година.
Завършва югославски литератури и езици. През 2000-2004 година Дражен Цолич е хърватски посланик в Австрия.
През декември 2008 година е награден с орден „Стара планина“ – първа степен за заслугите му за развитието на българско-хърватските отношения..